# Jenny Gierveld

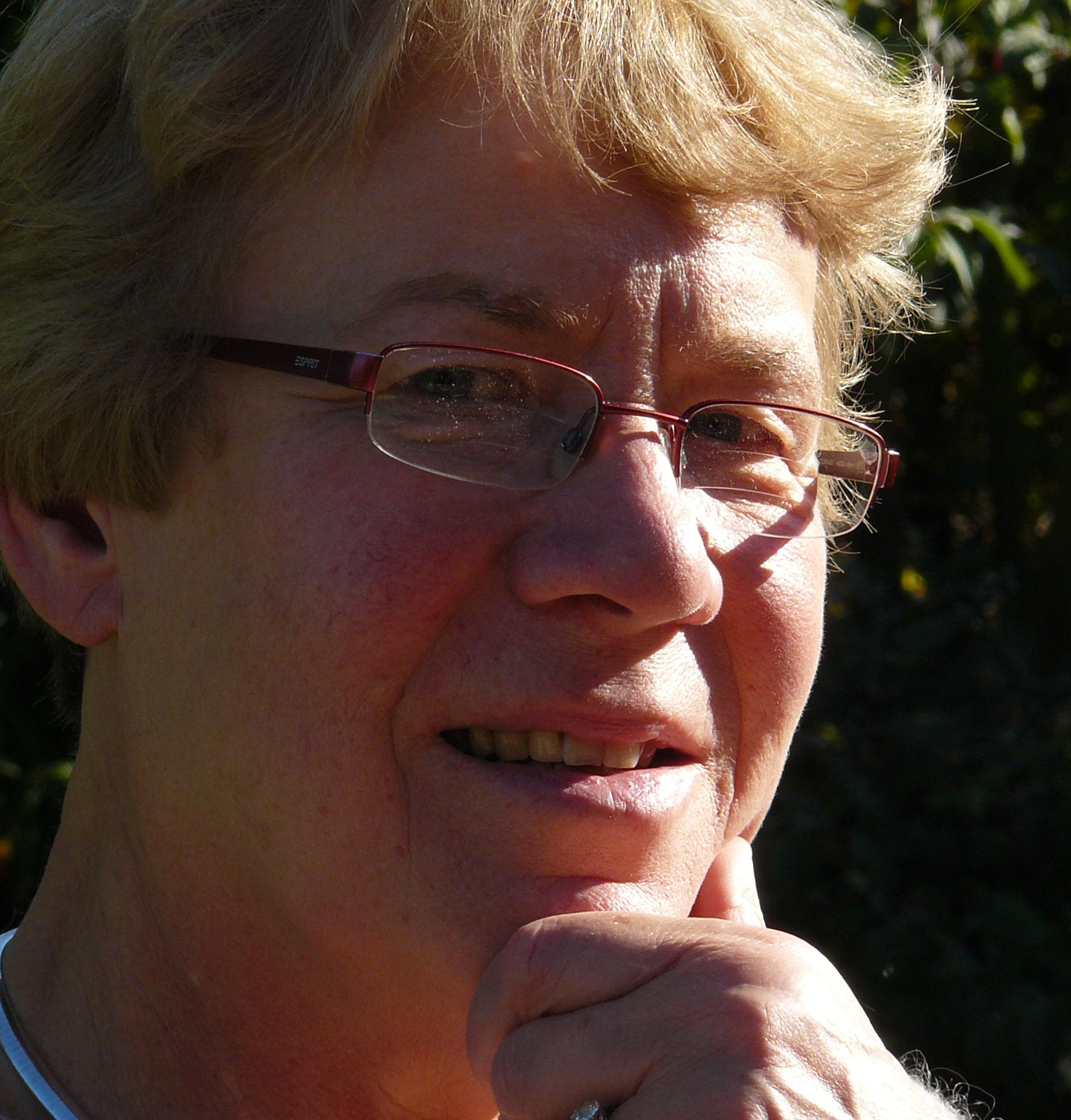
Jenny Gierveld, 2008.

Jenny Gierveld (Rijssen, 14 september 1938) is een socioloog en demograaf, en emeritus hoogleraar aan de Afdeling Sociologie en Sociale Gerontologie van de Vrije Universiteit Amsterdam (VU).

## Levensloop
Jenny Gierveld promoveerde in 1969 aan de Vrije Universiteit te Amsterdam. In de jaren zeventig werd ze hier hoogleraar Methoden en technieken van sociaal wetenschappelijk onderzoek, achtereenvolgens bij de afdeling Methoden en Technieken van Sociaal-wetenschappelijk Onderzoek en later bij de afdeling Sociologie en Sociale Gerontologie. Hiernaast was ze van 1987 tot 2000 directeur van het Nederlands Interdisciplinair Demografisch Instituut (NIDI) te Den Haag.  In de periode 2000 tot 2003 was zij als permanent fellow verbonden aan het Netherlands Institute for Advanced Study in the Humanities and Social Sciences van de KNAW (NIAS). Sinds 1993 is zij tevens lid van de Koninklijke Nederlandse Akademie van Wetenschappen (KNAW).
Op 2 december 2003 ging Gierveld met emeritaat en wijdde haar afscheidsrede aan "Sociale integratie en sociale isolatie in een veranderende samenleving". Ze is sindsdien als honorary fellow verbonden aan het NIDI.
Jenny Gierveld is nog steeds actief als honorary fellow van het NIDI. Haar onderzoek betreft de sociale aspecten van de vergrijzing. Leefvormen en sociale netwerken van oudere mensen staan daarbij centraal. Bijzondere aandacht gaat uit naar eenzaamheid, de verdere ontwikkeling en toetsing van de De Jong Gierveld eenzaamheidsschaal. Theoretisch en empirisch onderzoek naar de achtergronden van het ontstaan en voortbestaan van eenzaamheid, sociale isolatie en sociale uitsluiting houden haar in het bijzonder bezig, evenals de trajecten voor de preventie van eenzaamheid. In 2018 rondde zij een overzichtsartikel af over 10 jaar wereldwijd onderzoek naar eenzaamheid: ‘New Ways of Theorizing and Conducting Research in the Field of Loneliness and Social Isolation’(samen met collega’s T.G. van Tilburg en P.A. Dykstra), gepubliceerd in: A. L. Vangelisti & D. Perlman (Eds.), Cambridge Handbook of Personal Relationships, 2nd revised edition (2018, pp. 391-404). Cambridge University Press.

## Werk
De expertise van Gierveld ligt in de sociale demografie, meer specifiek in de demografische en sociale aspecten van vergrijzing, het welbevinden en de eenzaamheid van de oudere, (wijzigingen in) gezinssituaties, familiebanden, leefvormen en sociale netwerken.

### Individu en sociale context
Het empirisch onderzoek van het individu binnen zijn sociale context is een constant thema in haar wetenschappelijk werk. Van bij haar dissertatie, verdedigd in 1969 aan de Vrije Universiteit, behandelde zij de levenomstandigheden en levenservaring van oudere nooit gehuwde vrouwen en mannen. Latere studies over de eenzaamheid leiden tot de ontwikkeling samen met haar studenten van de De Jong Gierveld eenzaamheidsschaal, een vragenlijst van 11 vragen die bij empirisch onderzoek gehanteerd kan worden en inmiddels niet enkel in Nederland, maar in 20 landen in Europa, en in Canada, Australië en Japan wordt gebruikt.
Andere grote bekende studies waaraan zij een bijdrage leverde waren de Sociale Integratie voor Jong-Volwassenen Survey (PSIN), de Leefvormen en Sociale Netwerken van Ouderen survey (NESTOR-LSN) en de Netherlands Kinship Panel Survey (NKPS).

### Nederlands Interdisciplinair Demografisch Instituut
Het Nederlands Interdisciplinair Demografisch Instituut (NIDI) was in de jaren tachtig een interuniversitair instituut met een gedegen reputatie in het demografisch onderzoek. Bij haar aanstelling als hoofd in 1987 zag zich zichzelf geconfronteerd met de uitdaging, dat het instituut de transitie diende te maken van interuniversitair instituut naar een zelfstandig onderzoeksinstituut.
Ze slaagde erin het instituut mee uit te bouwen met een steeds groeiende personeelsbezetting tot een internationaal gerenommeerde instelling, actief in het onderzoek in Nederland en Europa, onderzoek leverend in opdracht van en in samenwerking met internationale organisaties als de Verenigde Naties, de Raad van Europa en de Europese Unie.
In 2000 trad ze terug als directeur en werd ze samen met Willem Albert Wagenaar aangesteld als de eerste permanente fellows bij het NIAS. Ze zou deze positie houden tot 2003, het jaar dat ze professor emeritus werd.

### Zicht op eenzaamheid
In 2007 verscheen het boek Zicht op eenzaamheid dat ze samen met Theo van Tilburg redigeerde. In Soeterbeeck van de Omroep RKK werd het thema op 13 mei 2008 in een panelgesprek met Jenny Gierveld voorgesteld.

## Publicaties
Gierveld publiceerde menig werk over allerlei sociaal-demografische problematiek. Boeken, een selectie:
- 1969. De ongehuwden. Alphen aan den Rijn: Samsom (dissertatie).
- 1984. Eenzaamheid: Een meersporig onderzoek. Deventer: Van Loghum Slaterus.
- 1990. Operationalization and research strategy. Samen met Joop Hox. Amsterdam/Lisse: Swets & Zeitlinger.
- 1995. Living arrangements and social networks of older adults. Met Knipscheer, C.P.M., T.G van Tilburg &, P.A. Dykstra (Eds.) Amsterdam: VU University Press.
- 2000. Tussen solitude en solidariteit: Nieuwe levensstrategieën van senioren. Mededelingen van de Afdeling Letterkunde, Nieuwe Reeks, Deel 62 no. 8. Koninklijke Nederlandse Akademie van Wetenschappen, Amsterdam.
- 2007. Zicht op eenzaamheid: Achtergronden, oorzaken en aanpak. Met T. van Tilburg (red.) Assen, Van Gorcum Uitgeverij (ISBN 978 90 232 4344 1).[10]

Artikelen, een selectie
- 1987. "Developing and testing a model of loneliness". In: Journal of Personality and Social Psychology, 53, 119-128.
- 1993. "Life transitions and the network of personal relationships: Methodological and theoretical issues". Met P.A. Dykstra. In: W.H. Jones & D. Perlman (Eds.), Advances in personal relationships Vol. 4 (pp. 195–227). London: Kingsley.
- 1994. "The influence of intentions and life course factors on union formation behavior of young adults". Met A.S. Liefbroer en L. Gerritsen. In: Journal of Marriage and the Family, 56, 193-203.
- 2002. "The relationships formed by elderly people: reflecting cultural changes in Europe". In: European Review. 10, 1, 43-52 (Academia Europaea).
- 2004. "Changements démographiques et contract social de soutien informel dans la famille". In: J. Véron, S. Pennec, & J. Légaré (Eds.), Âge, générations et contract social; L’État-providence face aux changements démographiques, pp. 105–117. Paris: Institut National d’Études Démographiques (INED).
- 2006. "Societal trends and lifecourse events affecting diversity in later life". In : S.O. Daatland & S. Biggs (Eds.). Ageing and diversity: Multiple pathways and cultural migrations (pp 175–188). Bristol, UK: The Policy Press.
- 2008. "De ingekorte schaal voor algemene, emotionele en sociale eenzaamheid". Met T. van Tilburg. In: Tijdschrift voor Gerontologie en Geriatrie. 39, 1, 4-15.
- 2008. "Ageing, disability and participation". In: N. C. Keating (Ed.), Rural Ageing: A good place to grow old? Bristol, United Kingdom: The Policy Press. 63-73.